# Cuvry
Cuvry (Duits: Kurben) is een gemeente in het Franse departement Moselle (regio Grand Est) en telt 643 inwoners (2004). De plaats maakt deel uit van het arrondissement Metz.

## Geografie
De oppervlakte van Cuvry bedraagt 5,5 km², de bevolkingsdichtheid is 116,9 inwoners per km².
De onderstaande kaart toont de ligging van Cuvry met de belangrijkste infrastructuur en aangrenzende gemeenten.

## Demografie
Onderstaande figuur toont het verloop van het inwonertal (bron: INSEE-tellingen).